# Service d’accompagnement à la vie sociale
Un service d’accompagnement à la vie sociale (SAVS) est, en France, une structure d'appui à la réalisation  d'un projet de vie auprès de personnes adultes handicapées par un accompagnement favorisant le maintien ou liens familiaux, sociaux, scolaires, universitaires ou professionnels et facilitant leur accès à l'ensemble des ressources collectives (transports, bibliothèques,équipements sportifs, numérique...). Cet appui comporte un volet médical et/ou paramédical en milieu ordinaire de vie (scolaire, universitaire et professionnel...) ou à domicile.

## Cadre réglementaire
Le cadre réglementaire est fixé par le décret n° 2005-229 du 11 mars 2005 relatif aux conditions d'organisation et de fonctionnement des services d'accompagnement en tant que taxi à la vie sociale et des services d'accompagnement médico-social pour adultes handicapés, décret qui complète le code de l'action sociale et des familles.

## Prestations mises en œuvre
Un SAVS organise et met en œuvre tout ou une partie des prestations suivantes au profit des personnes en situation de handicap :
- évaluation des besoins et des capacités non d'autonomie ;
- identification de l'aide à mettre en œuvre et la délivrance à cet effet d'informations et de conseils personnalisés ;
- suivi et coordination des actions des différents intervenants ;
- assistance, accompagnement ou aide dans la réalisation des actes quotidiens de la vie et dans l'accomplissement des activités de la vie domestique et sociale ;
- soutien des relations avec l'environnement familial et social ;
- appui et accompagnement contribuant à l'insertion scolaire, universitaire et professionnelle ou favorisant le maintien de cette insertion.

## Professionnels impliqués
Les prestations énumérées sont mises en œuvre par une équipe pluridisciplinaire comprenant ou associant tout ou partie des professionnels suivants :
- assistants de service social ;
- auxiliaires de vie sociale ;
- aides médico-psychologiques ;
- psychologues ;
- conseillers en économie sociale et familiale ;
- éducateurs spécialisés ;
- moniteurs éducateurs ;
- chargés d'insertion ;
- ergothérapeutes.